# First Wives Club (serie de televisión)
First Wives Club es una serie de televisión estadounidense de comedia basada en la película del mismo nombre escrita por Robert Harling, que se estrenó el 19 de septiembre de 2019 en BET+.

## Sinopsis
The First Wives Club sigue a «tres mujeres, Ari, Bree y Hazel, que se unen después de que sus matrimonios se desmoronan, y que encuentran fuerza en su amistad, y por supuesto, una pequeña venganza».

## Elenco y personajes
- Michelle Buteau como Bree
- Jill Scott como Hazel
- Ryan Michelle Bathe como Ari
- Mark Tallman como David
- RonReaco Lee como Gary
- Malik Yoba como Derrick

## Producción

### Desarrollo
El 13 de marzo de 2016, se anunció que TV Land había dado la orden de la producción del episodio piloto. El episodio fue programado para ser escrito por Rebecca Adelman y producido por Jenny Bicks. El 3 de junio de 2016, también se informó que Karen Rosenfelt sería la productora ejecutiva de la serie y que Paramount Television sería la principal productora del proyecto. Tanto Rosenfelt como Bicks habían sido productores de la película original de 1996. TV Land también reveló la premisa del piloto que se describió como «Ambientado en el actual San Francisco, la historia gira en torno a tres mujeres – amigas y compañeras de clase en los años 90 – que se reconectan después de que su ex amiga de la universidad muere de un modo extraño. Cuando descubren que se encuentran en una encrucijada romántica, se unen para enfrentar el divorcio, las relaciones y otros desafíos molestos de la vida». El 11 de noviembre de 2016, se anunció que TV Land no había aprobado el piloto, pero que era posible que se volviera a desarrollar.
El 30 de marzo de 2017, Kevin Kay, presidente de Paramount Network, TV Land y CMT, habló sobre la serie en una entrevista con Deadline Hollywood. En la entrevista, mencionó que la intención era que la producción se mudara de TV Land y se reurbanizara como un nuevo piloto en Paramount Network. El 2 de octubre de 2017, se anunció que Tracy Oliver escribiría el piloto rediseñado. También se esperaba que Karen Rosenfelt también se desempeñaría como productora ejecutiva del proyecto. El 5 de abril de 2018, Paramount Network pidió oficialmente la realización del piloto. También se informó que Scott Rudin, productor de la película original, actuaría como productor ejecutivo de la serie. El 19 de abril de 2018, se anunció que Paramount Network ordenó una primera temporada que constaba de diez episodios. El 27 de noviembre de 2018, se informó que  Paramount Network estaba revaluando sus planes para una noche de programación dramedia y que, como tal, la serie se estrenaría en BET. El 20 de diciembre de 2018, se anunció que la serie incluiría numerosos easter eggs y similitudes a la película original, incluida una versión recién grabada de la canción «You Don't Own Me».

### Casting
Originalmente, Alyson Hannigan, Megan Hilty y Vanessa Lachey habían sido elegidas para las tres protagonistas principales. Hannigan fue elegida como Maggie, similar al personaje de Diane Keaton en la película, quien fue descrita como una profesora de inglés en San Francisco que una vez tuvo aspiraciones de ser poeta. Atrapada en un matrimonio fallido, es después de que su antigua amiga de la universidad muere que ella decide hacer cambios en su vida. Hilty fue elegida como Kim, similar al personaje de Goldie Hawn en la película, quien fue descrita como una exitoso actriz y que había «envejecido» en Hollywood. Ella sigue manteniéndose en forma, actúa en comerciales y espera que llegue su gran oportunidad. Divorciada y viviendo con su hijo de 8 años, está feliz de tener nuevamente a sus viejas amigas en su vida. Lachey fue elegida como Sasha, una exitosa chef con una novia con la que planea casarse y que comienza a cuestionarse cuando sus amigas vuelven a entrar en su vida.
En agosto de 2018, se anunció que Michelle Buteau, Jill Scott, y Ryan Michelle Bathe habían sido elegidas para papeles principales en la serie. El 24 de septiembre de 2018, se informó que Mark Tallman, RonReaco Lee, y Malik Yoba habían sido elegidos para papeles principales.

### Rodaje
La fotografía principal de la primera temporada comenzó a fines de septiembre de 2018 en la ciudad de Nueva York.